# Рау, Бенегал Нарсинг
Сэр Бенегал Нарсинг Рау (хинди बी॰ एन॰ राव, англ. Benegal Narsing Rau; 26 февраля 1887, Мангалур, Британская Индия (ныне Карнатака, Индия) — 30 ноября 1953, Цюрих, Швейцария) — индийский юрист, дипломатический и государственный деятель.

## Биография
Родился в семье известного врача. Образование получил в университете Мадраса, Тринити-колледже в Кембридже. Сдал трайпос в Кембриждском университете.
В 1910 году поступил на индийскую государственную службу и работал, среди прочего, юрисконсультом законодательного собрания и правительства штата Ассам. В 1934—1935 годах — консультант юридического отдела правительства Индии.
В 1935—1937 годах сыграл ключевую роль в разработке Конституции Индии.
В 1939—1944 годах — судья Высшего суда Калькутты.
В 1944—1945 годах работал премьер-министром княжества Джамму и Кашмир. После окончания Второй мировой войны с 1946 по 1949 год был советником по разработке конституций Учредительного собрания Индии, а в 1947 году — советником Учредительного собрания Бирмы.
С 1949 по 1953 год возглавлял индийскую делегацию на четвёртой, пятой и шестой сессий Генеральной Ассамблеи ООН.
В 1950—1952 годах — постоянный представитель Индии в Совете Безопасности Организации Объединённых Наций. В 1950 году был председателем Совета Безопасности ООН, когда Совет рекомендовал вооруженную помощь Южной Корее (июнь 1950). Позже был членом комиссии по прекращению огня в Корейской войне.
Кроме того, был членом Комиссии по международному праву ООН (1949—1951) и её вице-президентом. Был признан возможным преемником Трюгве Ли на посту Генерального секретаря ООН. В декабре 1951 года стал первым индийским судьей в от рака кишечника в Цюрихе, не дожив до конца своего обычного девятилетнего срока полномочий.
В 1952 году был номинирован на Нобелевскую премию мира.